# Het Zuiden (Borges)
Het Zuiden (Spaanse titel: El Sur) is een surrealistisch verhaal van de Argentijnse schrijver Jorge Luis Borges Het verhaal werd voor het eerst gepubliceerd in 1953 in La Nación, en werd in 1956 als laatste verhaal opgenomen in de tweede editie van Borges' verhalenbundel Fantastische verhalen (Ficciones). De Nederlandse vertaling uit 1988 is van Barber van de Pol.
Borges gaf ooit aan Het Zuiden te beschouwen als zijn favoriete verhaal.
El Sur werd in 1992 verfilmd door de Spaanse cineast Carlos Saura.

## Inhoud

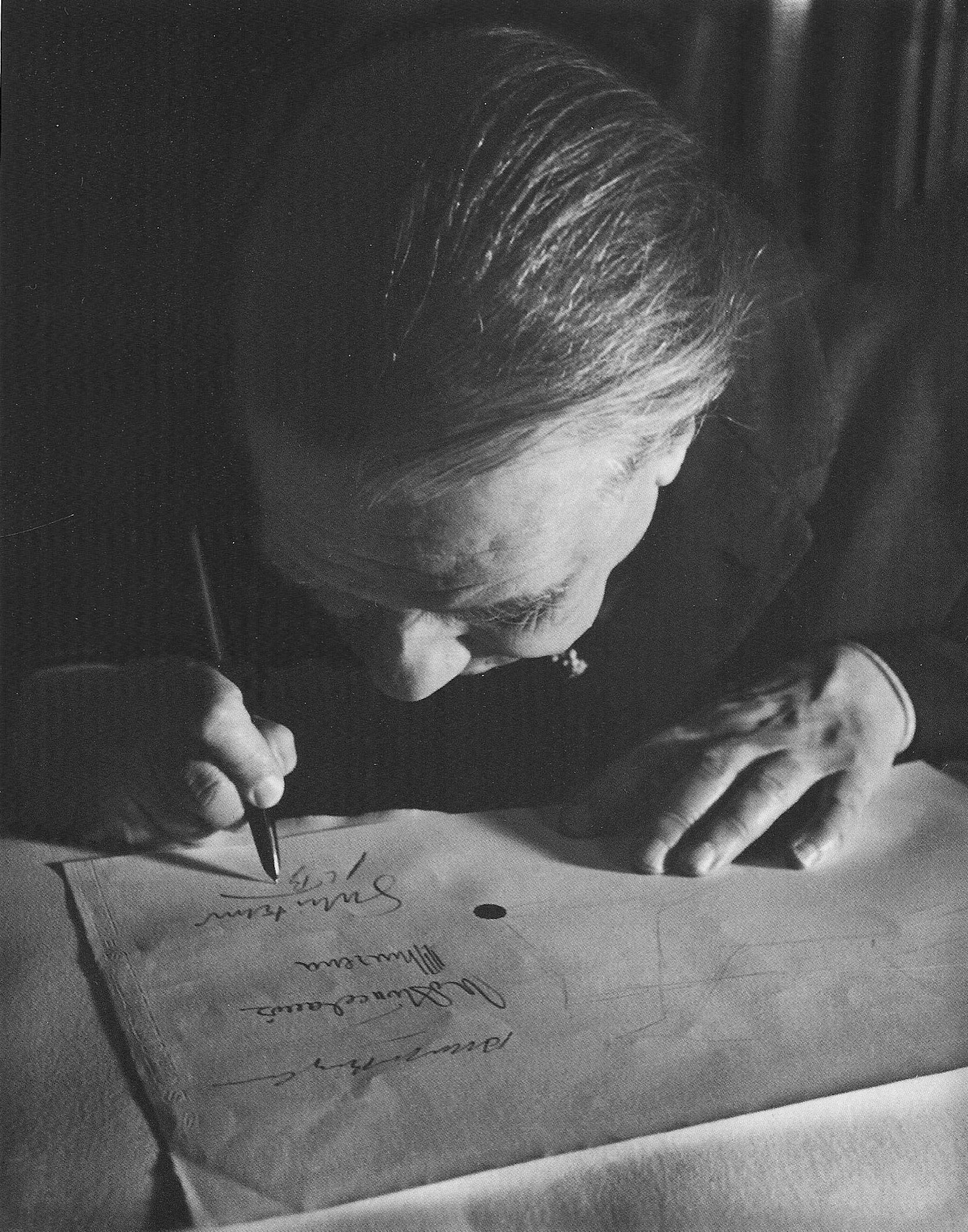
Borges, aan het schrijven, 1963

Hoofdpersoon in Het Zuiden is Juan Dahlmann, net als Borges bibliothecaris in Buenos Aires. Van vaderskant is Dahlmann van Duitse afkomst, maar hij is vooral trots op zijn Argentijnse ‘roots’, van moederskant. Van zijn Argentijnse voorvaderen heeft hij onder andere een ranch geërfd in het Zuiden, die hij evenwel nog nooit bezocht heeft.
In februari 1939 koopt Dahlmann een exemplaar van 1001 nacht. Hij gaat snel naar huis om te lezen, maar bij het beklimmen van de trap stoot hij zijn hoofd aan een balk, waarbij hij een forse wond oploopt. De wond noodzaakt hem vervolgens het bed te houden en veroorzaakt hoge koorts. Uiteindelijk stuurt de dokter hem naar een ziekenhuis (sanatorium), waar hij enorm pijnlijke behandelingen moet doorstaan, krijgt puncties met grote naalden, zodanig dat hij zich in de hel waant. Hij balanceert op het randje van de dood.
Vervolgens neemt het verhaal van Borges een ommekeer, die geïnterpreteerd kan worden als een verbeelding van Dahlmanns en daarmee wellicht Borges' geïdealiseerde dood.
Dahlmann knapt ineens op en verlaat het ziekenhuis. Hij neemt de trein naar het zuiden om zijn ranch te bezoeken en daar verder bij te komen. Tijdens de treinreis begint hij weer te lezen in 1001 nacht. Vervolgens komt de conducteur hem zeggen dat de trein niet meer doorrijdt tot aan het dorpje waar zijn ranch zich bevindt, maar al een halte eerder stopt. Daar moet hij eerst zien te overnachten in het plaatsje bij het station, omdat de verdere reis naar zijn ranch die dag niet meer kan plaatshebben. Hij gaat het enige restaurant binnen, bestelt wat eten en begint opnieuw te lezen in 1001 nacht.
Drie opgeschoten kerels in het restaurant beginnen hem echter uit te dagen en schieten met broodbolletjes naar hem. Als Dahlmann vraagt waar ze eigenlijk op uit zijn, staat een van hen op, neemt een mes in de hand en daagt Dahlmann uit voor een gevecht. Het verhaal eindigt dan als volgt:
Vanuit een hoek gooide de oude, extatische gaucho hem een ontblote dolk toe die voor zijn voeten op de grond viel. Het was alsof het Zuiden had beslist dat Dahlmann akkoord moest gaan met een duel. Dahlmann boog zich voorover om de dolk op te rapen en was zich van twee dingen bewust. Ten eerste dat die bijna instinctieve daad hem verplichtte om te vechten. Ten tweede dat het wapen, in zijn  onervaren hand, niet zou dienen om te vechten, maar om te rechtvaardigen dat ze hem zouden doden. (...) Ze gingen naar buiten, en zo er in Dahlmann geen hoop meer leefde, angst evenmin. Bij besefte, terwijl hij over de drempel stapte, dat sterven in een messengevecht, onder de blote, overweldigende hemel, voor hem een bevrijding, een vorm van geluk en een feest zou zijn geweest in het sanatorium, toen ze de naald in hem staken. Hij besefte dat als hij toen zijn dood had kunnen kiezen of dromen, dit de dood was die hij zou hebben gekozen of gedroomd.
Dahlmann omklemt stevig het mes, waar hij misschien niet mee overweg zal kunnen, en stapt de vlakte op.

## Noot
1. ↑  Ook Borges zelf stootte in 1938 zijn voorhoofd uitermate ernstig, uiteindelijk leidend tot het verlies van zijn gezichtsvermogen.

- Nationale Bibliotheek van Israël: 987007599738005171
- Virtual International Authority File: 194771267